# Jython
Jython és una implementació del llenguatge de programació Python escrita en Java. Va ser dissenyada originalment per Jim Hugunin. (JRuby és una versió semblant pel llenguatge Ruby.)

## Història
Jim Hungunin va crear Jython l'any 1997 i fins al 1999 va continuar desenvolupant-lo. Al febrer de l'any 1999, Barry Warsaw n'esdevé el desenvolupador principal. L'octubre del 2000, Jython és mogut a SourceForge. Per molt de temps, Samuele Pedroni va ser qui el va mantenir. Al final de l'any 2004, Samuele Pedroni deixa el seu càrrec com a primer desenvolupador per dedicar-li més temps al projecte Pypy, encara que continua tenint molta representació dins de Jython. El gener del 2005, Brian Zimmer rep la concessió de la Python Software Foundation per la proposta de promoure Jython. Al desembre de l'any 2005, Frank Wierzbicki es converteix en el primer desenvolupador. Durant l'any 2005, continua desenvolupant-se, encara que la falta de programadors amb coneixement i temps va fer que el progrés fos lent. Actualment, l'augment de programadors fa que el ritme de desenvolupament sigui millor.

## Llicències
Jython té diverses llicències Arxivat 2008-02-23 a Wayback Machine.:
- Versió 2 de la Python Software Foundation License.
- Llicència Jython (v2.0 i v2.1).
- Llicència JPython 1.1.x, versions inicials del projecte.

## Projectes relacionats
- Groovy és un altre llenguatge dinàmic per la plataforma JVM.
- Jacl és una implmentació Java per Tcl, similar a Jython.
- JRuby és una implementació Java per Ruby, similar a Jython.
- IronPython - és una implementació Python per .NET i Mono, original de Jim Hugunin, creador de Jython.